# Asala

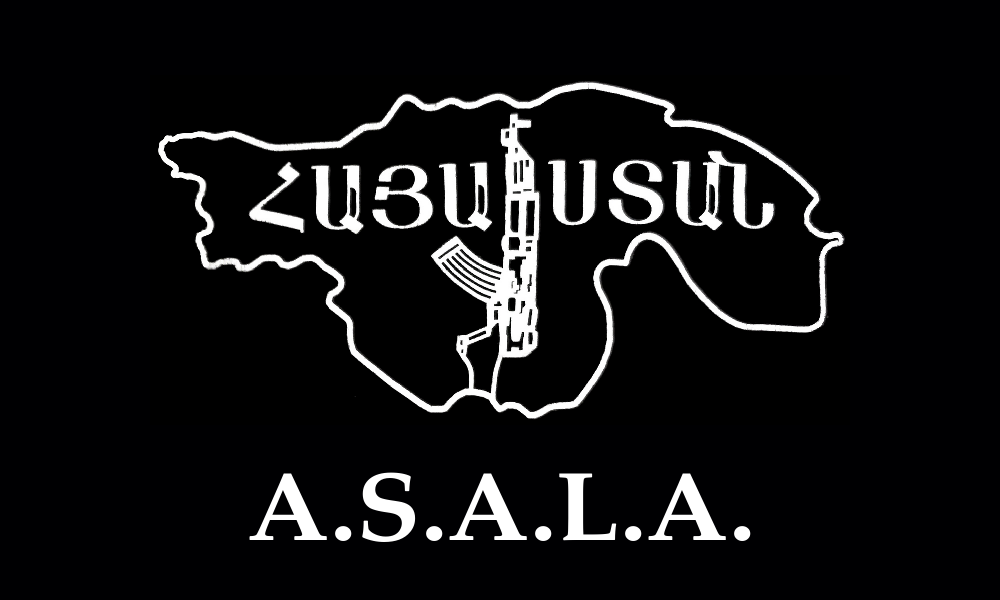
Die Flagge der Asala

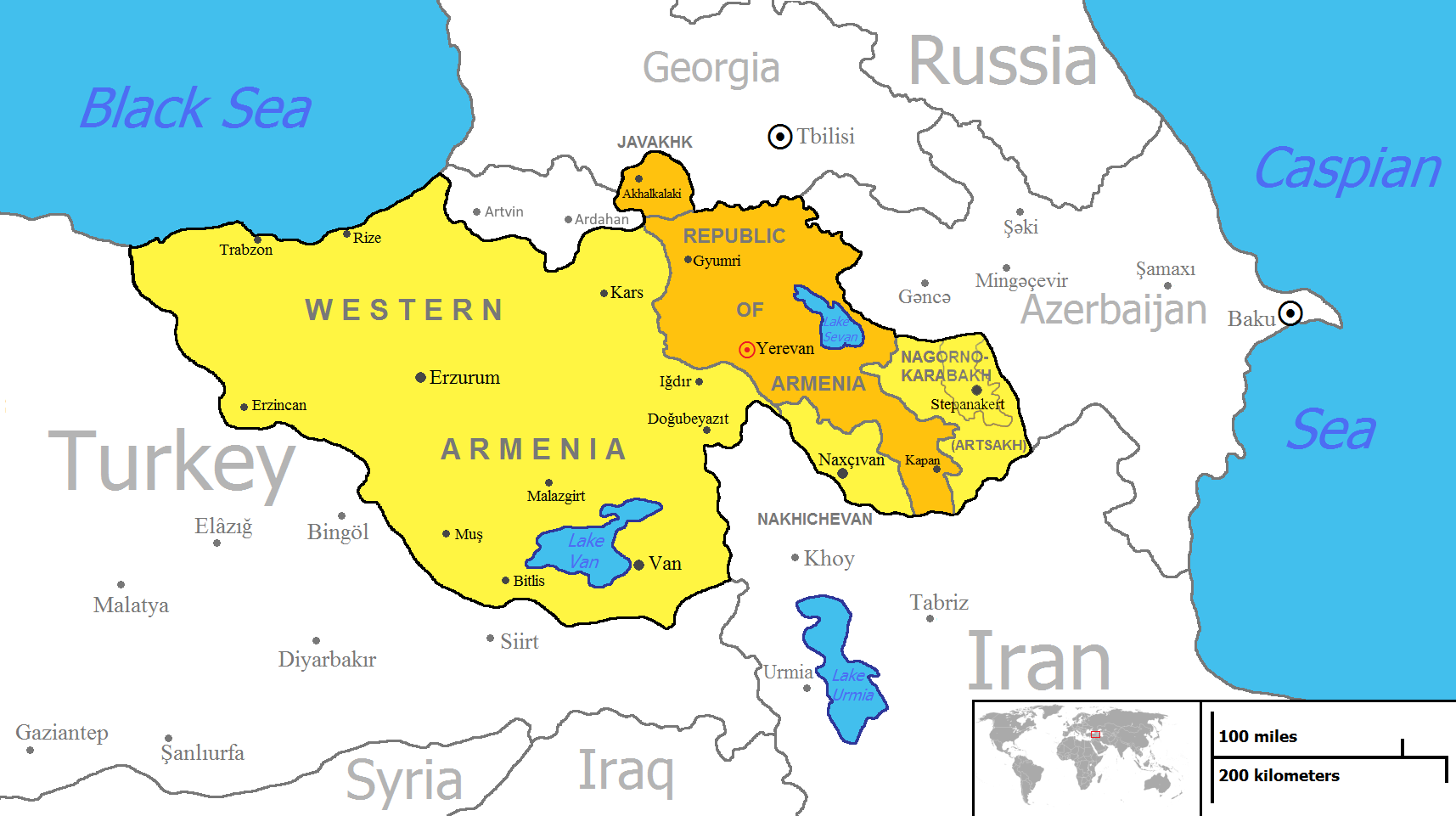
Das von der Asala beanspruchte Gebiet.

Die Armenische Geheimarmee zur Befreiung Armeniens (armenisch Հայաստանի Ազատագրութեան Հայ Գաղտնի Բանակ, ՀԱՀԳԲ Hayasdani Azadakrut'ean Hay Kaghtni Panag, HAHKP, englisch Armenian Secret Army for the Liberation of Armenia), kurz Asala, war eine marxistisch-leninistische Untergrundorganisation, die von 1975 bis in die frühen 1990er Jahre operierte. Während die Asala von sich selbst und anderen Quellen als Guerilla eingestuft wurde, haben andere Autoren, die Außenministerien Aserbaidschans und der Vereinigten Staaten ebenso wie das türkische Kulturministerium sie als terroristisch und bewaffnet aufgelistet.
Als Ergebnis von 84 dokumentierten Anschlägen der Asala wurden 46 Personen getötet und 299 verwundet. Die Absicht der Asala war es, „die türkische Regierung zum Eingeständnis ihrer Verantwortung für den Völkermord an den Armeniern ab 1915, die Zahlung von Reparationen und Gebietsabtretungen an das armenische Heimatland zu zwingen“. Das wichtigste Ziel der Asala war es, das historische Armenien wieder zu etablieren, welches nach ihrer Auffassung Westarmenien und Sowjetarmenien umfasste. Das beanspruchte Gebiet entspricht dem, welches den Armeniern 1920 von US-Präsident Woodrow Wilson im nicht ratifizierten Vertrag von Sèvres versprochen wurde (Wilsonsches Armenien). Stattdessen wurde die Grenze zwischen der Türkei und der Sowjetunion im Vertrag von Kars am 13. Oktober 1921 festgelegt und am 11. September 1922 in Jerewan ratifiziert.
Der Anführer der Gruppe war von 1975 bis 1988 Hagop Agopjan; weitere wichtige Mitglieder waren Hagop Tarakdschijan, Ara Yenikomoushian und Monte Melkonian (gestorben während des Krieges in Bergkarabach im Juni 1993). Die Gruppe war mit der Palästinensischen Befreiungsorganisation (PLO) und seit den 1980er-Jahren der Arbeiterpartei Kurdistans (PKK) verbündet und erhielt heimliche Unterstützung aus der armenischen Diaspora in Europa und den Vereinigten Staaten. Da sie unter inneren Streitigkeiten litt, wurde die Gruppe in den 1990er Jahren relativ inaktiv, obwohl sie 1991 ein gescheitertes Attentat auf den türkischen Botschafter in Ungarn für sich reklamierte. Die Organisation engagierte sich seitdem in keinerlei militärischen Aktivitäten. Das Motto war „Es lebe die revolutionäre Solidarität der unterdrückten Völker!“ und „Der bewaffnete Kampf und die richtige politische Linie sind der Weg nach Armenien“.

## Hintergrund
Die Überlebenden der Massaker an der armenischen Bevölkerung im Osmanischen Reich im Jahr 1915 fanden Zuflucht in Ländern des Nahen Ostens, Westeuropas sowie in den Vereinigten Staaten. Rädelsführer und Schlüsselfiguren des Völkermordes wurden in den 1920ern von Armeniern wie Soghomon Tehlirian (Operation Nemesis) ermordet. Der Nachfolger des Osmanischen Reiches, die Republik Türkei, behauptete jedoch nach wie vor, dass es sich bei den Ereignissen von 1915 nicht um einen Völkermord gehandelt habe; im Gegenteil führte der türkische Staat Kampagnen gegen jegliche Versuche, diese Ereignisse ans Tageslicht zu bringen, und verhinderte eine Anerkennung im Westen. Tatsächlich behauptete die Regierung, dass Armenier Gewalt angezettelt hätten, und bezichtigte die armenische Minderheit des Reiches, angeblich Hunderte von Türken massakriert zu haben, was die Ursache für die Deportation der gesamten armenischen Zivilbevölkerung sei. Im Jahre 1965 gedachten Armenier auf der ganzen Welt des 50. Jahrestages des Völkermordes und begannen, für die weltweite Anerkennung des nicht aufgearbeiteten Völkermordes zu drängen. Als friedliche Märsche und Demonstrationen von der unnachgiebigen Türkei ignoriert wurden, strebte die jüngere Generation der Armenier – aufgrund der Leugnung durch die Türkei und des Versagens der Elterngeneration, Veränderungen zu bewirken – nach neueren Annäherungsweisen, um Anerkennung und Reparationen zu erwirken.
1973 wurden in Los Angeles zwei türkische Diplomaten, der Generalkonsul Mehmet Baydar und der Konsul Bahadır Demir, von einem Überlebenden des Völkermordes, Kurken Yanikian, ermordet. Dieses Ereignis hätte schrittweise vergessen werden können, hätte es nicht eine Kette von Vorfällen eingeleitet, die das Ereignis und seinen Täter in ein Symbol verwandelten, welches das Ende der Verschwörung des Schweigens repräsentierte, das seit 1915 den Völkermord an den Armeniern umgab.

## Gründung und Anfänge
Die Asala wurde am 20. Januar 1975, zu Beginn des Libanesischen Bürgerkrieges von Angehörigen der armenischen Diaspora in Libanons Hauptstadt Beirut gegründet, wo es besonders im Vorort Bourj Hammoud eine starke armenische Gemeinde aus Nachkommen des Völkermords gab. Zu den wichtigsten Gründungsmitgliedern zählten Hagop Agopjan (eigentlicher Name Harutiun Tokaschian) und Hagop Tarakdschian und möglicherweise der Schriftsteller Kevork Adschemian. Zu Beginn trug die Asala den Namen „Gruppe des Gefangenen Kurken Yanikian“. Sie bestand hauptsächlich aus im Libanon geborenen Armeniern der Diaspora, deren Eltern und/oder Großeltern Überlebende des Völkermords an den Armeniern waren. Die Organisation folgte einem auf der linken Ideologie basierenden theoretischen Modell. Die Asala stand ihren Vorgängern und den Diasporaparteien kritisch gegenüber und beschuldigte sie, dass sie es nicht verstanden, mit den Problemen des armenischen Volkes umzugehen. Die Spitze der Strukturgruppe war das Generalkommando der Volks von Armenien (VAN).
Die Aktivitäten der Gruppe bestanden vor allem aus der Ermordung von türkischen Diplomaten und Politikern in Westeuropa, den Vereinigten Staaten und im Nahen Osten. Ihr erstes anerkanntes Attentat war die Ermordung des türkischen Diplomaten Daniş Tunalıgil in Wien am 22. Oktober 1975. Ein gescheiterter Angriff in Genf am 3. Oktober 1980, bei dem zwei armenische Milizionäre getötet wurden, führte zu einem neuen Spitznamen der Gruppe, die Organisation des 3. Oktober. Das Acht-Punkte-Manifest der Asala wurde 1981 veröffentlicht.
Die Asala, die in den Beiruter Lagern der Palästinensischen Befreiungsorganisation (PLO) ausgebildet wurde, ist die bekannteste Guerillagruppe, die für die Ermordung von mindestens 36 türkischen Diplomaten verantwortlich ist. Seit 1975 wurde ein Dutzend türkischer Diplomaten oder Familienmitglieder von Politikern zur Zielscheibe von Angriffen – mit dem Ergebnis, dass die armenische Revanche, sowie der Hintergrund des armenischen Befreiungskampfes, durch die Weltpresse gingen. Diese erwähnenswerten Angriffe waren erfolgreich beim Anprangern des Völkermordes und seines Stillschweigens vor der internationalen Öffentlichkeit, obwohl sie von einer sehr kleinen Gruppe durchgeführt wurden.

## Politische Ziele
Die politischen Ziele der Asala waren das Ende des türkischen Kolonialismus, des NATO-Imperialismus und des Zionismus mittels Anwendung von revolutionärer Gewalt zu erzwingen. Zu diesem Zweck griff sie Institutionen und Vertreter der Türkei sowie Staaten, welche die Türkei unterstützen, an. Als Hauptideologie der Asala kann der wissenschaftliche Sozialismus angesehen werden Dennoch wird die Ideologie der Organisation auch als eine Art von Kompromiss zwischen Marxisten und Nationalisten angesehen.

## Aktivitäten
Gemäß dem National Memorial Institute for the Prevention of Terrorism gab es 84 Asala-Vorfälle, die zu 46 Toten und 299 Verwundeten führten.

### 1970er Jahre
Am 22. Oktober 1975 wurde der türkische Botschafter in Österreich Daniş Tunalıgil von drei Asala-Mitgliedern in seinem Arbeitszimmer getötet. Zwei Tage später werden am 24. Oktober 1975 auf dem Weg zurück zur Türkischen Botschaft der türkische Botschafter İsmail Erez und sein Fahrer Talip Yener während eines Attentats in Paris getötet. Am selben Tag noch bekannten sich auch die Gerechtigkeitskommandos des armenischen Völkermords (JCAG) bei der Nachrichtenagentur AFP zum Anschlag.
Am 16. Februar 1976 wurde der Generalsekretär der türkischen Botschaft Beirut, Oktay Cirit, von der Asala getötet. Am 9. Juni 1977 erlag in Rom der türkische Botschafter Taha Carım einem auf ihn verübten Mordanschlag. Am 12. Juni 1978 wurde in Madrid die Ehefrau des türkischen Botschafters Necla Kuneralp und der Botschafter a. D. Beşir Balcıoğlu von der Asala getötet.
Am 12. Oktober 1979 starb in Den Haag Ahmet Benler, der Sohn des türkischen Botschafters in den Niederlanden, an den Folgen eines Schusswaffenanschlages. Zu diesem Anschlag bekannten sich sowohl die Asala als auch die Gerechtigkeitskommandos.

### 1980er Jahre
Am 6. Februar 1980 verübte die Asala in Bern einen Anschlag auf den türkischen Botschafter Doğan Türkmen. Türkmen überlebte den Anschlag. Am 17. April 1980 verübte die Asala in Rom einen Anschlag auf den türkischen Botschafter Vecdi Türel, der dabei zusammen mit seinem Leibwächter Tahsin Güvenç verwundet wurde.
Am 31. Juli 1980 starben in der Türkischen Botschaft Athen Galip Özmen, Verwaltungsattaché der türkischen Botschaft, und seine 14 Jahre alte Tochter Neslihan Özmen bei einem Anschlag auf die Familie. Die Ehefrau Sevil Özmen und ihr gemeinsamer Sohn Kaan Özmen konnten verletzt entkommen.
Die ersten beiden (am 3. Oktober 1980) festgenommenen Asala-Milizionäre waren Alex Yenikomshian und Suzy Mahserejian, die nach der versehentlichen Explosion einer Bombe in einem Genfer Hotel verwundet wurden. Am 10. November 1980 wurden in Rom bei zwei Anschlägen der Asala auf ein Schweizer Reisebüro und ein Büro der Swissair 5 Menschen verletzt.
Am 17. Dezember 1980 wurden bei einem Anschlag in Sydney der Generalkonsul der türkischen Botschaft Şarık Arıyak und sein Leibwächter Engin Seven getötet.
Am 9. Juni 1981 wurde in Genf auf den Sekretär des türkischen Konsulats Mehmet Savaş Yergüz ein Anschlag auf dem Heimweg verübt, den Yergüz nicht überlebte. Nach dem Anschlag wurde der libanesische Attentäter Maridiros Camgozyan festgenommen und zu 15 Jahren Zuchthaus unter verschärften Bedingungen verurteilt.
Der türkische Generalkonsul in Los Angeles Kemal Arıkan wurde am 28. Januar 1982 bei einem Anschlag getötet. Am 4. Mai 1982 wurde in Boston der türkische Generalkonsul Orhan Gündüz getötet. Am 7. Juli 1982 wurden in Lissabon der Verwaltungsattaché der türkischen Botschaft Erkut Akbay und seine Ehefrau Nadide Akbay bei einem Anschlag getötet.
Einer der bekanntesten Anschläge der Asala war der Anschlag vom 7. August 1982 auf den Flughafen Ankara-Esenboğa in Ankara, als ihre Mitglieder erstmals nichtdiplomatische Zivilisten angriffen. Zwei Milizionäre eröffneten das Feuer auf einen überfüllten Warteraum mit Passagieren. Einer der Schützen nahm mehr als 20 Geiseln, während der zweite von der Polizei gefasst wurde. Insgesamt wurden neun Personen getötet und 82 verwundet. Der festgenommene Milizionär Levon Ekmekdschian bereute im Nachhinein den Angriff und appellierte an andere Mitglieder der Asala, der Gewalt ein Ende zu setzen.
Beim Anschlag auf die türkische Botschaft in Lissabon am 27. Juli 1983 stürmten Armenier die Türkische Botschaft und verletzten den Geschäftsträger Yurtsev Mıhçıoğlu und seinen Sohn, töteten die Ehefrau Cahide Mıhçıoğlu sowie einen portugiesischen Polizisten.
Am 27. März 1984 wurde die türkische Botschaft in Teheran gestürmt und die Angestellten verletzt. Am 8. April 1984 wurde der Wirtschaftsberater der türkischen Botschaft in Ottawa Kemalettin Kâni schwer verwundet – überlebte jedoch mit dauerhaften körperlichen Einschränkungen.
Die Ehefrau des türkischen Botschaftssekretärs in Teheran Sadiye Yönder und der türkische Geschäftsmann Işık Yönder wurden am 28. April 1984 Opfer eines Mordanschlags der Asala.
Der Vizeberater für Arbeit der türkischen Botschaft, Erdoğan Özen, wurde am 20. Juni 1984 in Wien getötet. Am 19. November 1984 wurde in der Türkischen Botschaft Wien der türkische Direktor der Vereinten Nationen Enver Ergün in seinem Büro getötet. Die türkische Botschaft in Ottawa wurde am 12. März 1985 gestürmt, ein kanadischer Sicherheitsbeamter getötet. Der Botschafter Coşkun Kırca wurde verwundet.

### In Frankreich
Am 22. Dezember 1979 wurde ein Mitarbeiter der Türkischen Botschaft Paris für ‚Tourismus und Bekanntmachung‘, Yılmaz Çopan, getötet. Am 26. September 1980 wurde der Pressesprecher der türkischen Botschaft, Selçuk Bakkalbaşı, bei einem Attentat verwundet. Der Botschaftsmitarbeiter Reşat Moralı und der Religionsbeauftragte Tecelli Arı wurden am 4. März 1981 Opfer eines Mordanschlags zweier Asala-Guerilleros, als sie das Botschaftsgelände verließen und in ihre Autos steigen wollten. Moralı starb sofort und Arı an den Folgen des Anschlags in einem Pariser Krankenhaus. Das war der dritte Asala-Anschlag in Paris auf türkische Staatsbürger.
Am 24. September 1981 wurden 56 türkische Botschaftsangehörige von 4 Asala-Milizionären bei der Besetzung des Botschafts- und Kulturataché-Gebäudes (Van-Operation) als Geiseln genommen. Im Gegenzug für die Freilassung der Geiseln forderten die Milizionäre die Freilassung von 12 politischen Gefangenen in der Türkei, darunter zwei armenische Kleriker, 5 Türken und 5 Kurden. Beim Versuch, sich zur Wehr zu setzen, kam der Sicherheitsbeamte Cemal Özen um. Der Konsul Kaya İnal wurde von den Militanten verletzt. Nachdem 15 Stunden vergangen waren und die Geiselnehmer realisierten, dass ihre Forderungen nicht erfüllt wurden, gaben sie auf. Vasken Sakosesilian, Kevrok Abraham Gözliyan, Aram Avedis Basmaciyan und Agop Abraham Turfanyan wurden zu 7 Jahren verurteilt. Die Übertragung der Geiselnahme erhielt eine der höchsten Einschaltquoten 1981 in Frankreich. Unter denjenigen, welche die Milizionäre während des Verfahrens unterstützten, waren Henri Verneuil Mélinée Manouchian, die Witwe des französischen Résistance-Helden Missak Manouchian, und der Sänger Liz Sarian.
Im Nachgang soll es 1981 zu einem geheimen Abkommen zwischen der französischen sozialistischen Regierung und der Asala gekommen sein, in dem die französische Regierung der Asala erlaubte, Frankreich als Operationsbasis zu nutzen – als Gegenleistung dafür, dass die Asala keine weiteren Attentate auf französischem Boden durchführte. Die ASALA präsentierte das Abkommen als Erfolg, während es keine Stellungnahme französischer Behörden gab. Der Glauben in dieses Abkommen wurde gestärkt, als der französische Innenminister Gaston Defferre Asalas Sache als „gerecht“ bezeichnete, und vier Armenier, die wegen der Geiselnahme in der türkischen Botschaft vom September 1981 verurteilt wurden, nur milde Strafen erhielten. Dieses Abkommen währte nicht einmal zwei Jahre.
Am 15. Juli 1983 führte die Asala einen weiteren Anschlag auf den Flughafen Orly nahe Paris durch, bei dem 8 Personen getötet wurden, die meisten keine Türken. Im Nachhinein nahmen französische Einsatzkräfte die Involvierten prompt fest. Bereits am 18. Juli 1983 wurde 40 armenischstämmige Personen festgenommen, weitere Festnahmen folgten im Laufe des Jahres. Einer der Festgenommenen, Varoujan Garabedian, gestand schließlich, der Anführer der französischen ASALA gewesen zu sein.
Der Anschlag von Orly führte zu einer Spaltung der Asala – zwischen denjenigen, die ihn durchführten, und denjenigen, die glaubten, dass der Angriff kontraproduktiv sein könnte. Die Spaltung führte zur Herausbildung zweier Gruppen, der ASALA-Militant von Hagop Hagopian und der 'Revolutionären Bewegung' (ASALA-Mouvement Révolutionnaire) von Monte Melkonian. Während die Asala-M uneingeschränkten Terrorismus gegen die Türkei und „imperialistische“ Ziele befürwortete, wollte die Asala-RM sich lediglich auf türkische Ziele beschränken und sah wahllose Terroranschläge als schädlich für die armenische Sache. Die Zersplitterung wie auch das nunmehr harte Durchgreifen der Polizei bedeutete letztlich das Ende der Asala in Frankreich.

## Reaktionen
Die Türkei beschuldigte Zypern, Griechenland, Syrien, den Libanon und die Sowjetunion, die Asala zu unterstützen oder zu finanzieren. Obwohl sich diese Länder öffentlich von der Gruppe distanzierten, wurde die armenische Gemeinde in der Türkei zur Zielscheibe von Attacken der türkischen Nationalisten – als Reaktion auf die Aktionen der Asala. Dies wurde nach dem Attentat auf Ahmet Benler am 12. Oktober 1979 durch armenische Milizionäre in Den Haag offensichtlich. Die Reaktion auf das Attentat führte am 19. Oktober 1979 zu einem Bombenanschlag auf die Kirche des armenisch-apostolischen Patriarchats von Konstantinopel. 1980 nahm die türkische Regierung den armenischen Priester Fr. Manuel Yergatian am Flughafen Istanbul fest – wegen angeblichen Besitzes von Karten, die das armenische Territorium innerhalb der heutigen Türkei zeigten; er wurde wegen möglicher Verbindungen zur Asala zu 14 Jahren Haft verurteilt. Amnesty International stufte ihn als Gewissensgefangenen ein und schlussfolgerte, dass keine Beweise gegen ihn vorlagen. Türkische Beamte nutzten immer wieder die Anschuldigung einer Zusammenarbeit mit der Asala und “ausländischen armenischen Zirkeln”, um linke türkische Oppositionsgruppen zu diskreditieren.

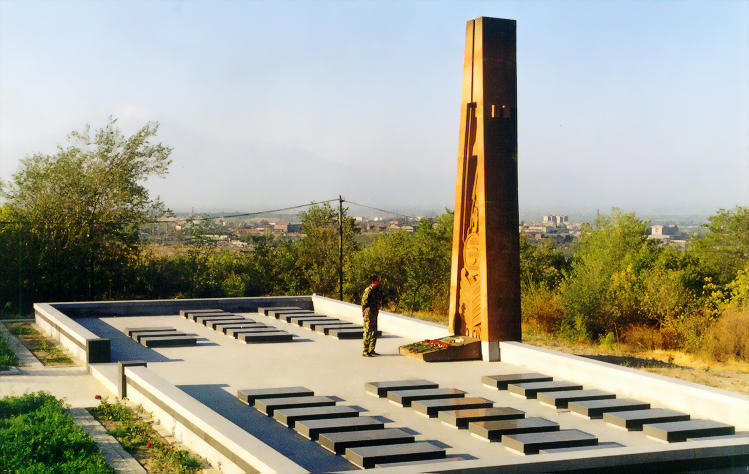
Das Asala-Denkmal im Militärfriedhof Jerablur, Jerewan

Im April 2000 fand die Eröffnungszeremonie des Monuments „In Gedenken an die getöteten Asala-Kommandos“ am armenischen Militärfriedhof Jerablur in Jerewan statt – unter Teilnahme des griechischen antifaschistischen Anführers Manolis Glezos und anderer Ehrengäste.

### Armenier in der Türkei
Der vom türkischen Nationalisten Ogün Samast ermordete türkisch-armenische Journalist Hrant Dink sagte in einem Interview vom 2. November 2005, dass man als türkischer Armenier während der Zeit des Asala-Terrors mit hängendem Kopf herumgelaufen sei. Ein türkischer Staatsbürger armenischer Abstammung namens Artin Penik zündete sich am 10. August 1982 auf dem Istanbuler Taksimplatz aus Protest gegen die Terrorakte der Asala selbst an, sein Protest richtete sich im Speziellen gegen den Terrorangriff der Asala auf den Esenboğa-Flughafen in Ankara mit 9 Toten und 82 Verletzten, welcher drei Tage vorher stattgefunden hatte. Er verstarb fünf Tage später im Krankenhaus an seinen schweren Verbrennungen.

### Gegenoffensive
İbrahim Şahin, einer der Verdächtigen im Ergenekon-Verfahren, hat in einer Aussage vor Gericht erklärt, dass er die geheime Polizeispezialeinheit Polis Özel Harekat nach dem im August 1982 durchgeführten Asala-Angriff auf den Flughafen Ankara-Esenboğa gegründet hat. Dabei sagte er weiter, dass diese Spezialorganisation zur Bekämpfung der Asala gegründet wurde. Nach dem Anschlag gab der damalige Staatspräsident Kenan Evren ein Dekret für die Eliminierung der Asala heraus. Die Aufgabe wurde dem Auswärtigen Operationsdepartment des Nationalen Nachrichtendienstes ( MİT) übergeben. Evrens eigene Tochter war Mitglied des MİT und leitete die Operation zusammen mit dem Chef der Auswärtigen Nachrichtendienstabteilung, Metin (Mete) Günyol, und dem Direktor für die Region Istanbul, Nuri Gündeş.
Levon Ekmekdschian wurde gefangen genommen und in das Militärgefängnis Mamak in Ankara verbracht. Er hatte die Wahl zwischen Hinrichtung und Geständnis: Nachdem ihm versprochen wurde, dass seine Kameraden verschont bleiben würden, falls er die Pläne und Aktivitäten der Asala offenlegte, gestand er alles. Zu ihm ins Gefängnis kam ein Team, das von der Präsidentenliaison des Nationalen Nachrichtendienstes MİT und Kenan Evrens Schwiegersohn Erkan Gürvit geleitet wurde. Das Versprechen wurde nicht eingehalten. Er wurde entsprechend dem Kriegsrecht zum Tode verurteilt. Seine Berufung gegen die Verurteilung wurde abgelehnt, und er wurde am 29. Januar 1983 erhängt.
Im Frühjahr 1983 wurden zwei Teams nach Frankreich und Libanon entsandt. Günyol ernannte den Auftragsmörder Abdullah Çatlı, der erst kürzlich eine Gefängnisstrafe wegen Drogenhandel in der Schweiz abgesessen hatte, zum Leiter des französischen Kontingents. Günyol sagte, dass er seine Identität nicht an Çatlı preisgab, der ihn als „Oberst“ bezeichnete und dachte, Günyol sei ein Soldat.
Die zweite Frankreich-Einheit wurde unter dem MİT-Agenten Sabah Ketene zusammengestellt. Eine Einheit gegen die Asala-Basis im Libanon, das nur aus MİT-Agenten und Mitgliedern des „Besonderen Kriegsführungsdepartements“ (Spezialeinheit) bestand, wurde vom MİT-Offizier Hiram Abas geleitet.
Die Bombe, die Çatlıs Team am 22. März 1983 in das Auto des Asala-Mitglieds Ara Toranyan platzierte, ging nicht hoch. Ein Folgeversuch scheiterte ebenfalls. Toranyan sagte, dass sie die Bombe in das falsche Auto eingebaut hatten. Auch eine Bombe in Henri Papazyans Auto vom 1. Mai 1984 explodierte nicht. Çatlı beanspruchte die Tötung von Hagop Hagopjan für sich, obwohl Çatlı sich zum Zeitpunkt des Anschlages in einem französischen Gefängnis befand (wegen Drogenvergehen). Bei Papazyan wird angenommen, dass er wegen interner Kämpfe starb. Die zweite, von Ketene geleitete Frankreich-Mannschaft führte einige Anschläge gegen die Asala durch (die Çatlı ebenfalls für sich reklamierte), etwa der Bombenanschlag auf das Alfortville-Völkermordmahnmal 1984 oder der Anschlag auf die Konzerträume des Salle Pleyel. Es ist nicht bekannt, ob das Libanon-Kontingent überhaupt etwas unternommen hat.

## Auflösung
Mit dem israelischen Einmarsch in den Libanon 1982 verlor die Gruppe den größten Teil ihrer Organisationsstruktur und ihrer Unterstützung. Sympathisierende palästinensische Organisationen wie die PLO stellten ihre Unterstützung ein und übergaben den französischen Nachrichtendiensten 1983 Material, welche die Direktiven der Asala detailliert beschrieben. Der letzte Angriff vom 19. Dezember 1991 zielte auf eine schusssichere Limousine mit dem türkischen Botschafter in Budapest. Der Botschafter wurde beim Angriff nicht verwundet, zu dem Anschlag bekannte sich die Asala in Paris.
Der Gründer der Asala Hagop Hagopjan wurde am 28. April 1988 auf dem Gehweg in einem Reichenviertel von Athen ermordet. Er wurde mehrmals angeschossen, als er um 4:30 Uhr morgens mit zwei Frauen spazierte. Das Veteranenmitglied Hagop Tarakdschijan starb 1980 an Krebs. In den späten 1990er Jahren fanden Attentate auf ehemalige Mitglieder der ASALA-RM in Armenien statt.
Gemäß dem Offiziellen Nuri Gündeş vom türkischen Nationalen Nachrichtendienstes (MIT) wurde die Asala nach der Ermordung von Hagopjan aufgelöst. Gemäß anderen türkischen Quellen war ein weiterer Grund das Schwinden der finanziellen Unterstützung durch die armenische Diaspora nach dem Anschlag auf den Flughafen Orly.
Nach Erkenntnissen des MIPT hatte sich die Organisation der Asala ab 1985 soweit zersplittert, dass sie nicht mehr effektiv operieren konnten. Nach der Auflösung der Sowjetunion 1992 und der Gründung des unabhängigen Staates Armenien (auch wenn dieser nicht die Armeniergebiete der Türkei umfasste) wurde auch keine Notwendigkeit mehr zur Fortführung der Attacken gesehen, sodass verbliebene ehemalige Kämpfer sich in das Privatleben zurückzogen und in Armenien teilweise in militärische oder Regierungspositionen gelangten. Nach einem Bombenanschlag auf die türkische Botschaft in Brüssel im Jahr 1997 gab es einen zweifelhaften Bekenneranruf, demzufolge die Asala verantwortlich sei, was aber nie bestätigt werden konnte.

## Veröffentlichungen/Organe
Seit den 1970er Jahren veröffentlichte der Informationszweig der Asala Bücher, Broschüren, Poster und andere Unterstützungsmaterialien. Hayasdan ('Armenien'), war das offizielle mehrsprachige Organ der Asala, das zwischen 1980 und 1987 sowie zwischen 1991 und 1997 veröffentlicht wurde. Die erste Ausgabe wurde im Oktober 1980 veröffentlicht und umfasste 40 Seiten. Die Veröffentlichungen fanden von unbekannten Orten und Verfassern aus statt. Es wurde monatlich veröffentlicht, manchmal mit gebundenen Ausgaben. Die Hauptsprache war Westarmenisch. Von 1983 bis 1987 hatte es verschiedene Ausgaben auf Arabisch, Englisch, Französisch und Türkisch. Die Zeitschrift veröffentlichte Leitartikel, offizielle Ankündigungen der Asala sowie Artikel über politische und militärische Angelegenheiten. Hayasdan wurde unter den armenischen Gemeinden kostenlos verteilt.
Die Mottos der Zeitschrift waren „Es lebe die revolutionäre Solidarität der unterdrückten Völker!“ und „Der bewaffnete Kampf und die richtige politische Linie sind der Weg nach Armenien“. Sie hatte Schwesterzeitungen wie die linke „Hayasdan Gaydzer“ (London) und „Hayasdan – Hay Baykar“ (Paris), die seit 1980 „Hayasdan“ auf ihren Schlagzeilen verwendeten. Beide wurden von den Volksbewegungen veröffentlicht, die daran arbeiteten, Unterstützung unter den Armeniern für eine auf der Asala basierende politische Bewegung zu mobilisieren.

## Rezeption
- Die armenische Dichterin Silwa Kaputikjan schrieb das Gedicht Es regnet, mein Söhnchen, das dem Gedenken an das 1983 in der Türkei hingerichtete Asala-Mitglied Levon Ekmekdschian gewidmet ist.[73]
- Der spanische Journalist und Assistenzdirektor der Zeitung „Pueblo“, José Antonio Gurriarán, wurde während des Anschlags 1980 der Asala-Gruppe 3. Oktober versehentlich verwundet. Von da an interessierte sich Gurriarán dafür, was die Beweggründe der Gruppe sind; er interviewte daraufhin Asala-Mitglieder.[74] 1982 wurde sein Buch „La Bomba“ veröffentlicht, das der armenischen Sache und dem Befreiungskampf der armenischen Milizen gewidmet war.